# Joe Ely
Joe Ely est un auteur-compositeur, chanteur et guitariste américain de musique country, honky tonk, Tex-Mex et rock 'n' roll né le 9 février 1947 à Amarillo.

## Biographie
Joe grandit à Lubbock au Texas où il forme le groupe The Flatlanders (en) avec deux amis, Jimmie Dale Gilmore et Butch Hancock (en). S'inspirant de Hank Williams et de Bob Dylan, ils tentent de fonder une nouvelle country mais cette tentative est un échec. Joe Ely devient célèbre lorsque les Clash l'invitent en première partie de leurs concerts.

## Consécration:Honky Tonk Masquerade
L'album Honky Tonk Masquerade (1978) est un classique de la country. Il s'agit du deuxième album de Joe Ely après son album éponyme (1977). Le magazine Rolling Stone déclare même que c'est l'un des meilleurs albums des années 70. Ely est alors reconnu comme l'un des parrains de la country alternative.

## Discographie

### Albums
- 1977 	Joe Ely
- 1978 	Honky Tonk Masquerade
- 1979 	Down on the Drag
- 1980 	Live Shots
- 1981 	Musta Notta Gotta Lotta
- 1984 	Hi-Res
- 1987 	Lord of the Highway
- 1988 	Dig All Night
  - Milkshakes and Malts
  - What Ever Happened to Maria
- 1990 	Live at Liberty Lunch
- 1993 	Love and Danger
- 1995 	Chippy
  - Letter to Laredo
- 1998 	Live at Cambridge
  - Twistin' in the Wind
- 2000 	Live @ Antones
- 2003 	Streets of Sin
  - Ten in Texas
- 2007 	Happy Songs from Rattlesnake Gulch
  - Silver City
- 2008 	Live Cactus! (avec Joel Guzmán)
- 2009 	Live Chicago 1987!
- 2011 	Satisfied at Last